# Ambulyx auripennis
Ambulyx auripennis là một loài bướm đêm thuộc họ Sphingidae. Nó được miêu tả bởi Moore, năm 1879, và được tìm thấy ở Sri Lanka.